# Пахомово (платформа)
Пахо́мово — железнодорожная платформа Курского направления Московской железной дороги. Расположена в Заокском районе Тульской области.
Имеется прямое беспересадочное сообщение с Тулой, Серпуховым и Москвой. Для посадки и высадки пассажиров используются две боковые платформы, смещены относительно друг друга, соединены между собой настилом. Возле платформы «На Тулу» находится старая водонапорная башня.
На платформе останавливаются все электропоезда (7 пар в сутки), следующие в южном направлении до станции Тула-I, в северном — до станций Серпухов, Москва-Курская, Москва-Каланчёвская.
Время движения с Курского вокзала — 2 час. 25 мин., с Московского вокзала Тулы — 1 час 1 мин. Относится к 15 тарифной зоне. Не оборудована турникетами. Билетная касса не работает.
Платформа находится в посёлке Пахомово, в непосредственной близости проходит трасса Р115 Егорьевск — Коломна — Кашира — Ненашево.